# 白马要先乡
白马要先乡是中国陕西省榆林市定边县下辖的一个乡。

## 行政区划
白马要先乡下辖以下行政区：
白梁村、白马要先村、陈岔村、方西沟村、贺渠村、亮马台村、牛圈圪坨村、史闫涧村、铁角城村、许湾村、早章台村、左要先村